# Initiatives tsiganes
Initiatives Tsiganes (anciennement Initiatives Tziganes) est une association créée le 22 novembre 1983 par Gérard Gartner dit Mutsa, avec Tony Gatlif et Sandra Jayat. 

## Présentation
Le but de l'association est de diffuser et protéger la création artistique plastique émanant des communautés rom-tsiganes, sinté-manouches, kalé-gitanes, etc. Elle est à l'origine de la Première mondiale d'art tzigane, ainsi que du prix Romanès et du prix des Neuf Muses,,,.